# ФК Српски бели орлови
Фудбалски клуб Српски бели орлови (енгл. Serbian White Eagles Football Club) је канадски фудбалски клуб из Торонта. Тим је део Канадске фудбалске лиге.
Домаћа гарнитура тима је потпуно бела што симболизује белог двоглавог орла, док су гостујуће боје црвено-плаво-беле што симболизује тробојку на српској застави. Бела боја је такође изабрана јер симболизује чистоту и невиност. Трећа гарнитура дресова је плаветне боје. Клуб такође има тимове у резервној дивизији Канадске фудбалске лиге и Фудбалској лиги Онтарија.
Клуб је основан 1968. године у Хамилтону под именом „Србија” и придружио се професионалним редовима тако што је, после пресељења у Торонто, постао ФК Српски бели орлови и постао члан Националне фудбалске лиге. Бели орлови су први пут доживели успех 1974. и постали су први канадски фудбалски клуб који се такмичио у Купу шампиона КОНКАКАФ-а. Године 1981. повукли су се из НСЛ-а и тиме постали аматерски клуб. После 25 година паузе у професионалном фудбалу, вратили су се 2006. да се такмиче у Канадској фудбалској лиги (наследници лиге НСЛ).
Њихов повратак је био успешан јер су доминирали лигом и по учинку и по посети. У прве четири сезоне постали су други клуб у историји лиге који је стигао до финала шампионата у четири узастопне сезоне. Током те четири сезоне произвели су три титуле у дивизији и један шампионат. Што се тиче посећености лиге, имали су у просеку највећи број гледалаца, што је оживело њихов дерби меч против ривала Торонто кроација.
Убрзо након тога, учинак тима је опао, али су и даље задржали свој моћни статус јер су наставили да се узастопно квалификују за плеј-оф. Бели орлови су 2015. побољшали свој учинак освојивши титулу у регуларном делу сезоне, шампионску титулу 2016. године и титулу у регуларном делу сезоне 2022. и 2024. године.
Домаће утакмице играју на стадиону Роб Форд у Етобику.

## Историја

### Почеци (1968–1980)
Српски бели орлови основани су 1968. у Хамилтону као Фудбалски клуб Србија и кратко време су деловали под тим именом. У овим почецима клуб се такмичио у Националној фудбалској лиги.
Пре почетка сезоне 1973. године, клуб је увезао девет играча из Југославије. Трагедија је задесила клуб 10. јуна 1973. године када је 25-годишњи нападач Александар Живаљевић погинуо у саобраћајној несрећи на путу краљице Елизабете у Торонту. Возач аутомобила, 24-годишњи Нико Шкрвић, такође је погинуо када је изгубио контролу над аутомобилом. У удесу су повређени фудбалери Орлова Верко Митровић и Љуба Димић. 30-годишњи Митровић је задобио згњечење грудног коша и парализован је од појаса надоле, док је 26-годишњи Димић задобио прелом лобање и повреду бубрега.
ФК Српски бели орлови се квалификовао за Куп шампиона КОНКАКАФ-а 1975. где је изгубио од мексичког клуба Монтереј у првом колу након туче на терену због чега је клуб суспендован.

### Препород и успех (2006)
Они су остали аматерски клуб до фебруара 2006, када су се придружили Канадској фудбалској лиги, поставши један од најуспешнијих клубова у историји лиге. Уочи почетка сезоне Канадске фудбалске лиге 2006. године, најављено је да ће легендарни Драгослав Шекуларац постати шеф стручног штаба, а да ће први помоћник бити Стеван Мојсиловић. Доведена су и друга велика имена да помогну у поновној изградњи тима. Међу њима су (између осталих): клупска легенда Милован Бакић као председник клуба, директор кадрова био је још једна легенда клуба Момчило Стојановић, генерални директор Кен Станојевић који је (заједно са Гојком Паићем) био генерални директор током клупског врхунца 1970-их, док је спортски директор био Ненад Стојков. Ово је био други Шекуларчев наступ са Белим орловима јер је играо а и тренирао клуб у прошлости. Са искусним интернационалцима који су доведени из Србије и остатка Европе, тим је био спреман.
Ростер који је саставио Шекуларац чинили су играчи са европским искуством и ветерани лиге. Доведени играчи су Саша Вицикнез, Душан Белић, Синиша Нинковић, Драган Радовић, Никола Ники Будалић, Божо Милић, Урош Предић, Ненад Стојчић, Мирко Медић, Габријел Поп, Алекс Бралетић и Марк Јанковић. Шекуларчев боравак, иако краткотрајан, није прошао без успеха. Клуб је био хит у својој првој сезони, завршио је на првом месту у Међународној конференцији са 55 бодова и први у укупном поретку (упоредивши обе конференције). У регуларној сезони, Шекуларац је довео клуб до 17 победа, 1 пораза и 4 нерешене утакмице уз невероватну гол разлику од 66:13. Тим је завршио са најбољим резултатом у офанзиви и дефанзиви. Формирано је упечатљиво нападачко партнерство састављено од Попа и Вицикнеза, а Поп је завршио као најбољи стрелац лиге, а пратио га је Вицикнез као другопласирани. Поп је освојио златну копачку, док је Вицикнез проглашен за МВП-а лиге.
Орлови су се пласирали у нокаут фазу, лако победивши ФК Торонто супра португиз у четвртфиналу са резултатом 3–0 и такође лако победивши Виндзор бордер старс у полуфиналу са 6–1. Њихову бајковиту сезону окончао је ФК Италија шутерс у финалу лиге, направивши чудо победом над Белим орловима резултатом од 1–0. Иако нису освојили титулу, били су прихваћени од стране српске заједнице у Канади и у просеку су имали највећу посећеност било ког тима у лиги.

### Сила у лиги и плеј-офу (2007–2008)
Неке измене су направљене пре сезоне 2007. тако што је голман Душан Белић унапређен у играча-тренера, док је Драган Бакоч (потпредседник клуба 2006. године) постао председник. Књижевник Првослав Вујчић је 2007. године написао речи за химну клуба. Настављајући српску традицију, клуб је изабрао да има крсну славу, определивши се за Митровдан и Светог Димитрија за свог заштитника. Белић је био играч-тренер неколико месеци док није преузео позицију скаута у Словенији. Белића су заменили ветеран лиге Артур Заславски и бивши канадски репрезентативац до 17 година Џорџ Радан. Радан је изашао из једанаестогодишње пензије да би помогао Орловима у проблемима са голманима. Заславски и Радан су ротирали минуте, али је Радан добио предност када се ближио плеј-оф. Тадашњи помоћни тренер Синиша Нинковић (још један играч из 2006. године) преузео је место шефа стручног штаба, али га је пре плеј-офа заменио тренер Торонто фалконса Бранко Павловић. Запажена појачања су Урош Стаматовић, Осни Нето, Рикардо Мунгија, Зоран Кокот и Милан Којић који су се показали као кључни додаци.
Током целе сезоне Орлови су освојили своју другу узастопну титулу у лиги и још једном остварили највећу посећеност у лиги. Тим је имао петорицу својих играча, укључујући и тренера Нинковића, изабраних за Ол-стар утакмицу. У првом колу плеј-офа сусрели су се са Виндзор бордер старсима, где су прошли у следећу рунду захваљујући головима Будалића и Кокота у победи од 2–1. Њихови противници у следећем колу били су Троа Ривјер атак, где су Кокот и Драгорад Милићевић дали допринос головима у победи од 2–1. Победа је означила њихов други узастопни финални наступ на шампионату, где су се суочили са својим ривалима Торонто кроација. Због жестоког ривалства и без адекватног стадиона који би раздвојио навијаче, лига је била принуђена да промени формат на двомеч, а не на стандардни нокаут. У финалу од две утакмице, Бели орлови су поражени од Торонто кроације укупним резултатом 4-1.
Пре сезоне 2008. године, клуб је наставио традицију довођења искусних тренера из Србије пошто је овога пута Милан Чанчаревић постављен за шефа стручног штаба. Значајна појачања су били Касвејн Мејсон, Дерил Гомез, Принц Ихеквоаба, Саид Али и Дијего Ернан Марадона (сина Лала Марадоне који је рођени брат чувеног Дијега Марадоне). Бели орлови су се квалификовали за плеј-оф трећу сезону заредом тако што су завршили на другом месту у својој дивизији. У прелиминарном колу плеј-офа победили су екипу Норт јорк астрос резултатом 2–1. Орлови су затим у полуфиналу победили Италију шутерс са релативно великим резултатом од 3–0 уз голове Будалића, Бралетића и Милоша Шћепановића. У финалу, Орлови су играли формацијом 4-4-2 која им је коначно донела шампионску славу пошто су надиграли шампиона националне дивизије Троа Ривјер атак преко кишом натопљених 120 минута продужетка и једанаестераца да би освојили шампионат 2–1 после извођења пенала.

### Доследан кандидат за плеј-оф (2009–2012)
У сезони 2009. године, клуб је увео црвени дрес (плави је био секундарни дрес претходних година) и ангажовао је услуге тренера године у лиги Рафаела Карбахала. Његов списак играча је био мешавина искусних ветерана са неколико младих играча као што су Еван Милвард, Селвин Леми и Џонатан Хуртис. Карбахал је додао још трофеја у кабинет Орлова јер су освојили своју трећу титулу у Међународној дивизији, а истовремено су забележили најбољи офанзивни рекорд лиге. Упркос свом успеху, пао је у немилост руководства тима и отпуштен је пре почетка плеј-офа. Његова замена је био бивши нападач Железничар Лајковца и бивши тренер шабачке Мачве Душан Душко Пријић. У почетним фазама плеј-офа, Орлови су победили академију ФК Торонта укупним резултатом 6–0. У следећем колу су савладали ривала Торонто кроацију да би имали репризу финала из 2008. против Троа Ривјер атак. У последњој утакмици, играјући са играчем мање током већег дела другог полувремена, Троа Ривјер је продужио, а затим извео једанаестерце за победу у шампионату на БМО филду у Торонту 10. октобра 2009. године. Утакмица је била без голова у 90 минута, затим и у 30 минута надокнаде пре него што је Троа Ривјер надиграо Беле орлове са 3–2 у извођењу пенала. На крају сезоне, Вицикнез је добио другу награду за МВП-а, док је Медић освојио титулу дефанзивца године, а Ден Пелц је проглашен за голмана године.
Бивши капитен тима Никола Будалић је наследио Пријића на месту шефа стручног штаба у сезони 2010. године. Значајна појачања су били Милош Коцић, Стефан Вуковић, Данијел Бастон, Тејлор Лорд и Шон Браун. У регуларном делу сезоне, клуб је завршио на другом месту на табели са најбољим одбрамбеним резултатом. У првом колу плеј-офа, први пут од повратка у лигу, Орлови нису успели да се пласирају у финале шампионата након пораза од Брентфорд галаксија. Иако њихов сениорски тим није успео да узме трофеј, њихов резервни тим је освојио титулу шампиона резервног састава. Коцић је проглашен за голмана године лиге.
Урош Стаматовић се повукао и постављен је за шефа стручног штаба а и доведен је искусни Борис Миличић из Србије. Сезона 2011. забележила је пад у њиховом учинку пошто су завршили на петом месту на табели, али су ипак успели да изборе место у плеј-офу. У првом колу су победили Бремптон сити јунајтед, али су елиминисани у другом колу против Капитал ситија. У 2012. клуб је још једном довео искусне интернационалце као што су Зоран Рајовић, Витомир Јелић, Никола Миодраг, бивши репрезентативац Јамајке Ричард Вест, Иван Станковић и голман Александар Радосављевић. Пласирали су се у плеј-оф тако што су завршили на шестом месту на табели. Орлови су добро погурали савладавши солидну екипу Торонто супра са 1–0 у четвртфиналу да би имплодирали 4–0 против Торонто кроације у следећем колу, означавајући другу годину заредом где су избачени у полуфиналу.

### Пад успеха и повратак на стазу славе (2013–данас)
Следеће две сезоне, тим се мучио да постигне довољне резултате јер се једва пласирао у плеј-оф, а у плеј-офу је доживео поразе у првом колу. У сезони 2015. године, клуб је још једном доживео славу јер је освојио титулу у регуларном делу сезоне. У свом путу да поврате првенство у плеј-офу, победили су Лондон сити 1–0 голом Бранислава Вукомановића. Њихова потрага за првенством је окончана након пораза од 3–2 од екипе Ватерлуа. Бивши капитен тима Мирко Медић добио је место шефа стручног штаба за сезону 2016. године. Он им је обезбедио једанаести узастопни пласман у плеј-оф тако што су завршили на четвртом месту на табели. Њихов пут до шампионата успешно је започет победом од 1-0 над екипом Торонто атомик, а Милош Шћепановић је забележио једини гол. У другом колу су победили екипу украјинске заједнице Јукрејн јунајтед 1-0 и тако обележили њихов шести финални наступ на шампионату. Њихов противник у финалу је био Хамилтон сити. Током меча, Хамилтон је повео у 14. минуту, а Орлови су изједначили у 59. минуту да би меч послали у продужетке где је Шћепановић постигао победоносни погодак и донео другу шампионску титулу Српским белим орловима (трећу укључујући и НСЛ титуле).
Клуб је јуна 2020. године потписао споразум о сарадњи са ФК Слобода Ужице.

## Стадион
Од 2006. до 2013. године, Српски бели орлови су своје утакмице код куће играли на стадиону Сентенијал парк у Етобику, западном делу града Торонта. Играли су 2014. своје домаће утакмице на стадиону Лампорт, али су се 2015. вратили на Сентенијал парк.

## Тренутни састав
Од 8. августа 2025.
| Бр. |           | Позиција | Играч                           |
| --- | --------- | -------- | ------------------------------- |
| 2   | Србија    | С        | Никола Тимотијевић              |
| 3   | Србија    | О        | Срђан Симовић                   |
| 4   | Канада    | О        | Дејан Јаковић (капитен)         |
| 5   | Канада    | О        | Брендон Велингтон               |
| 6   | Србија    | О        | Петар Планић                    |
| 7   | Србија    | Н        | Марко Стајић (заменик капитена) |
| 8   | Србија    | С        | Марко Красић                    |
| 10  | Црна Гора | С        | Никола Ђурковић                 |
| 11  | Србија    | О        | Бранислав Вукомановић           |
| 14  | Канада    | О        | Стефан Пејић                    |
| 15  | Канада    | О        | Данило Бакоч                    |
| 16  | Јордан    | С        | Јасин Шахван                    |
| 18  | Србија    | О        | Марко Орошић                    |
| 19  | Србија    | Н        | Марко Павићевић                 |
| 20  | Гвајана   | Н        | Шакил Агард                     |
| 21  | Србија    | Н        | Владимир Стризовић              |
| 22  | Канада    | Г        | Ендру Шахривар                  |
| 23  | Србија    | О        | Иван Ћендић                     |
| 24  | Србија    | С        | Бојан Шишовић                   |
| 25  | Србија    | С        | Мирослав Јовановић              |
| 26  | Србија    | Н        | Стефан Милошевић                |

| Бр. |           | Позиција | Играч                |
| --- | --------- | -------- | -------------------- |
| —   | Канада    | О        | Ејдријен Кен         |
| —   | Канада    | С        | Хасан Фаисал         |
| —   | Србија    | О        | Дејан Кораксић       |
| —   | Канада    | С        | Никола Милинковић    |
| —   | Канада    | О        | Никола Појић         |
| —   | Канада    | С        | Лука Милидраговић    |
| —   | Канада    | О        | Марк Јанковић        |
| —   | Канада    | Н        | Адам Вејт            |
| —   | Канада    | С        | Душан Ковачевић      |
| —   | Србија    | Н        | Милош Мијатовић      |
| —   | Канада    | О        | Роберт Бошковић      |
| —   | Канада    | С        | Кристофер Гајтан     |
| —   | Канада    | С        | Хубаиб Мабубула      |
| —   | Канада    | С        | Шеик Узаир Мебуб     |
| —   | Канада    | Г        | Данијел Гошћињак     |
| —   | Канада    | С        | Ноа Мекинтајер       |
| —   | Бангладеш | С        | Мухамед Икбал Хусеин |
| —   | Канада    | С        | Лука Гламчевски      |
| —   | Канада    | Г        | Тејџон Кембел        |
| —   | Словенија | С        | Грегор Жугељ         |
| —   | Нигерија  | С        | Дамилола Оладипо     |

## Повучени бројеви
9 – Момчило Стојановић

## Руководство

### Управа
Ажурирано 19. марта 2025.
| Функција      | Име              |
| ------------- | ---------------- |
| Председник    | Драган Бакоч     |
| Потпредседник | Предраг Милковић |
| Благајник     | Мишко Здравковић |
| Секретар      | Марио Остојић    |

### Стручни штаб
Ажурирано 19. марта 2025.
| Функција           | Име                |
| ------------------ | ------------------ |
| Шеф стручног штаба | Бојан Зорановић    |
| Помоћни тренер     | Урош Стаматовић    |
| Тренер голмана     | Бојан Вранић       |
| Кондициони тренер  | Данијела Трајковић |
| Физиотерапеут      | Весна Алтарац      |
| Економ             | Блажо Ћурић        |

## Тренери
|                                 | \| Име \| Година \| \| ------------------------------- \| --------- \| \| Ратко Добријевић \| 1968–1969 \| \| Алан Харви[а] \| 1970 \| \| Драган Поповић[б] \| 1971–1972 \| \| Младен Сарић \| 1973 \| \| Драган Поповић \| 1974–1975 \| \| Драгослав Шекуларац[в] \| 1975 \| \| Џон Демпси[г] \| 1976 \| \| Луис Дабо \| 1977 \| \| Клуб није учествовао ове године \| 1978 \| \| Никола Иветић \| 1979–1980 \| \| Драгослав Шекуларац \| 2006 \| \| Душан Белић[д] \| 2007 \| \| Синиша Нинковић \| 2007 \| \| Бранко Павловић \| 2007 \| \| Милан Чанчаревић \| 2008 \| \| Рафаел Карбахал \| 2009 \| \| Душан Пријић \| 2009–2010 \| \| Никола Будалић \| 2010–2011 \| \| Мирко Медић \| 2011–2012 \| \| Урош Стаматовић \| 2012–2016 \| \| Мирко Медић \| 2016 \| \| Урош Стаматовић \| 2017 \| \| Милан Мијаиловић \| 2017 \| \| Урош Стаматовић \| 2018–2021 \| \| Зоран Рајовић \| 2021–2022 \| \| Урош Стаматовић \| 2022–2023 \| \| Бојан Зорановић \| 2023– \| |
| Име                             | Година |
| Ратко Добријевић                | 1968–1969 |
| Алан Харви                      | 1970 |
| Драган Поповић                  | 1971–1972 |
| Младен Сарић                    | 1973 |
| Драган Поповић                  | 1974–1975 |
| Драгослав Шекуларац             | 1975 |
| Џон Демпси                      | 1976 |
| Луис Дабо                       | 1977 |
| Клуб није учествовао ове године | 1978 |
| Никола Иветић                   | 1979–1980 |
| Драгослав Шекуларац             | 2006 |
| Душан Белић                     | 2007 |
| Синиша Нинковић                 | 2007 |
| Бранко Павловић                 | 2007 |
| Милан Чанчаревић                | 2008 |
| Рафаел Карбахал                 | 2009 |
| Душан Пријић                    | 2009–2010 |
| Никола Будалић                  | 2010–2011 |
| Мирко Медић                     | 2011–2012 |
| Урош Стаматовић                 | 2012–2016 |
| Мирко Медић                     | 2016 |
| Урош Стаматовић                 | 2017 |
| Милан Мијаиловић                | 2017 |
| Урош Стаматовић                 | 2018–2021 |
| Зоран Рајовић                   | 2021–2022 |
| Урош Стаматовић                 | 2022–2023 |
| Бојан Зорановић                 | 2023– |

## Галерија
- Грб који је коришћен од 2006. до 2008. године
- Славље са навијачима, 2006. године
- Тимска фотографија, 2007. године
- Славље са навијачима после освајања титуле, 2008. године
- Стартних једанаест у полуфиналној утакмици, 2022. године